# هيكتور سانتوس
هيكتور سانتوس (بالإسبانية: Héctor Santos)‏ (مواليد 29 أكتوبر 1944) هو لاعب كرة قدم. يلعب مع منتخب الأوروغواي لكرة القدم. سبق له أن لعب في كأس العالم لكرة القدم مع منتخب بلاده.

## روابط خارجية
- هيكتور سانتوس على موقع الاتحاد الدولي (مؤرشف)  (الإنجليزية)
- هيكتور سانتوس على موقع قاعدة بيانات كرة القدم.إي يو (الإنجليزية)
- هيكتور سانتوس على موقع ناشيونال فوتبول تيمز (الإنجليزية)
- هيكتور سانتوس على موقع Soccerway.com (الإنجليزية)